# Taushiro
Los taushiro o pinchi son un grupo étnico de la amazonía peruana que habita las riberas del río Aucayacu en la región Loreto. Se autodenominan ite'chi (gente) y hablan el idioma taushiro que es una lengua aislada.

## Historia
Los taushiro fueron conocidos como pinches o pinchis. Fueron contactados por misioneros católicos en 1684 y dos años después ubicaron a los taushiro en dos misiones, documentándose 2500 hablantes del idioma taushiro.
Uno de los pueblos formados por los taushiros, llamado San José de los Pinchis, a orillas del río Pastaza desapareció años después y para 1737 sólo quedaban 136 taushiros. Ahora solo queda un hablante de taushiro.